# Insula Ishigaki
Insula Ishigaki (石垣島 Ishigaki-jima?), este o insulă în arhipelagul Yaeyama. Administrativ, insula face parte din municipiul Ishigaki, prefectura Okinawa, Japonia.